# Біллербек
Біллербек (нім. Billerbeck) — місто в Німеччині, знаходиться в землі Північний Рейн-Вестфалія. Підпорядковується адміністративному округу Мюнстер. Входить до складу району Кесфельд.
Площа — 90,93 км2. Населення становить 11 538 осіб (станом на 31 грудня 2020 року).